# Las horas del día
Las horas del día es una película española de 2003 dirigida por Jaime Rosales. El guion está escrito conjuntamente con el dramaturgo y guionista Enric Rufas. 

## Argumento
Abel (Àlex Brendemühl) es propietario de una tienda de ropa en El Prat de Llobregat, que no tiene demasiado éxito. Su vida es absolutamente monótona, vive con su madre (María Antonia Martínez), tiene una novia, Tere (Àgata Roca), que poco a poco se cansa de él, porque no tiene deseos de nada, toda su vida es vulgar salvo un pequeño detalle: Abel es un asesino en serie.

## Premios
- Premio FIPRESCI de la Quincena de Realizadores del Festival de Cannes 2003
- Nominación Mejor Opera Prima por la Academia del cine europeo. (Premio Fassbinder)
- 2 Nominaciones a los premios Goya a la Mejor Dirección Novel y Mejor Guion Original
- Premio Mejor Director Festival de Operes Primes de Tudela
- Premio Mejor Película Festival de Cinema Jove de Albacete
- Premio Mejor Director Novell por la Asociación de Directores Cinematográficos de España (ADIRCE)
- Premio Mejor Director Novell i Mejor Actor (Alex Brendemühl) por el Colegio de Directores de Cataluña (Premio Barcelona 2003)
- Premio Mejor Película por la Asociación de Críticos Cinematográficos de Cataluña
- Premio Mejor Película Española al Festival de Cinema Fantástico de Estepona
- Premio Especial del Jurado al Festival de Cine Independerte de Buenos Aires (BAICI)

- Datos: Q3285545